# Fröbitz
Fröbitz ist ein Ortsteil der Stadt Bad Blankenburg im Landkreis Saalfeld-Rudolstadt in Thüringen.

## Geografie
Der Weiler Fröbitz liegt südwestlich von Bad Blankenburg auf einer etagenartigen Hochfläche von 380 m über NN im Thüringer Schiefergebirge des Thüringer Waldes. Nördlich gegenüber liegt Quittelsdorf. Von da aus zweigt der Verbindungsweg zum Ort von der Bundesstraße 88 ab.

## Geschichte
Der Weiler wurde am 9. März 1371 urkundlich erstmals erwähnt. Fröbitz sei ein ehemaliges Adelsdorf slawischer Herkunft. Auf dem höchsten Punkt des Dorfes stand der Gutshof. Bis 1918 gehörte der Ort zur Oberherrschaft des Fürstentums Schwarzburg-Rudolstadt.
Derzeit bewohnen 58 Personen den Weiler.

## Wirtschaft

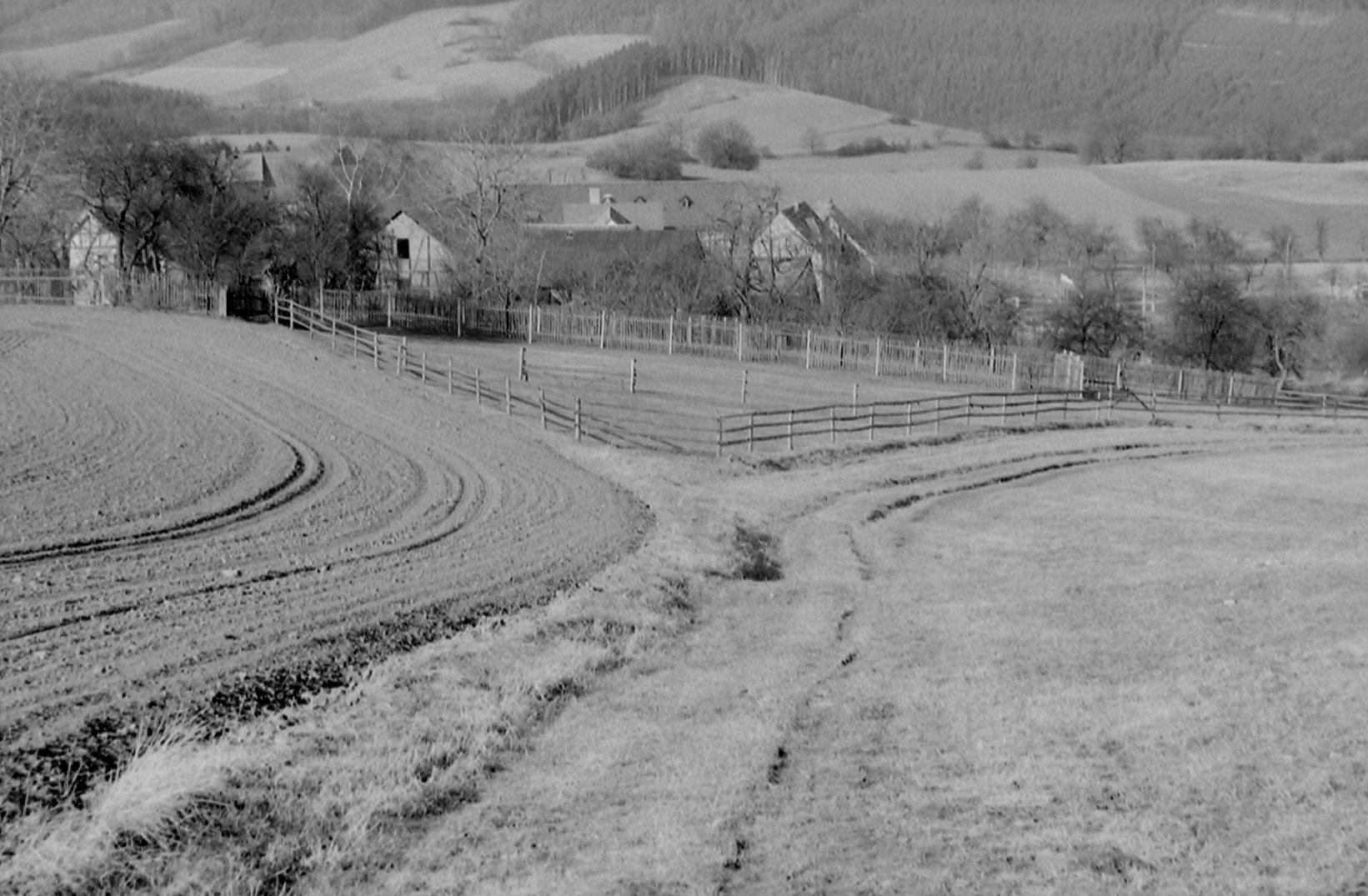
Blick auf Fröbitz im Jahre 1990

Das Dorf ist nach wie vor land- und waldwirtschaftlich geprägt.